# برینو (نیومکزیکو)
برینو(به انگلیسی: Berino) شهری در ایالت نیومکزیکو کشور ایالات متحده آمریکا است که جمعیت آن در سرشماری سال ۲۰۱۰ میلادی، ۱٬۴۴۱ نفر بوده‌است.